# فيل شورت
فيل شورت (بالإنجليزية: Phil Short)‏ هو ضابط وسياسي أمريكي، ولد في 31 يناير 1947. حوهو نشط في الحزب الجمهوري. وقد انتخب كعضو مجلس ولاية لويزيانا.